# شتایندورف
شتایندورف (به آلمانی: Steindorf) یک شهر در آلمان است که در آیشاخ-فریدبرگ واقع شده‌است.